# Sixdo
Sixdo es el segundo EP del cantante colombiano Feid. Fue lanzado el 2 de diciembre de 2022 a través del sello discográfico Universal Music Latino. El EP cuenta con las colaboraciones de Zion & Lennox, Ak4:20, Taiko, Jory Boy y DJ Premier.

## Antecedentes y lanzamiento
En agosto de 2022, Feid lanzó «Feliz cumpleaños, Ferxxo» y al final de su videoclip, se puede apreciar que el lanzamiento de su álbum confirmado, Feliz cumpleaños, Ferxxo, te pirateamos el álbum iba a ser para el 1 de diciembre de ese mismo año. Sin embargo, al mes siguiente, en septiembre, Feid anunció en su cuenta de Instagram que su álbum había sido filtrado, por lo que decidió adelantar su lanzamiento. Por eso, el álbum en vez de llamarse también Feliz cumpleaños, Ferxxo, también se le añadió la otra frase "Te pirateamos el álbum" para hacer referencia a dicho incidente. También Feid anunció que para ese mismo día, el 1 de diciembre del mismo año, lanzaría otro álbum como parte para las canciones que no formaron parte del proyecto. Finalmente, esto resultó el lanzamiento de su nuevo EP Sixdo.

## Composición
Principalmente, el EP consta de 6 canciones, y su gran mayoría está compuesta por reguetón, pero también incluye sonidos como el pop latino, la urbana, etcétera.

### Canciones
El EP comienza con su primer pista, «La pasamos cxbrxn» una canción de reguetón y tambores tradicionales para dicho género musical. La canción cuenta con la colaboración del dúo puertorriqueño de reguetón Zion & Lennox. Los sonidos del reguetón continúan en su segunda pista «Chorrito pa las ánimas» el cual recibió un gran éxito. La tercera pista «Malibu» junto a los cantantes Ak4:20 y Taiko, es una canción de house y trap latino. La cuarta pista «California» es una canción italo disco. El sonido reguetonero regresa en la quinta pista, «Hookia» junto al cantante Jory Boy. El EP termina con su sexta pista «Le pido a dios» junto al DJ estadounidense DJ Premier, que es una canción pop urbana latina.

## Lista de canciones
| Sixdo |                                             | |                       |          |  |
| N.º   | Título                                      | Escritor(es) | Productor(es)         | Duración |  |
| 1.    | «La pasamos cxbrxn» (junto a Zion & Lennox) | Salomón Villada Hoyos • Alejandro Ramírez Suárez • Andrés David Restrepo Echavarría • Johan Esteban Espinosa Cuervo • Félix Gerardo Ortiz Torres • Gabriel Enrique Pizarro • Esteban Higuita Estrada | Sky Rompiendo • Jowan | 3:49     |  |
| 2.    | «Chorrito pa las ánimas»                    | Salomón Villada Hoyos • Alejandro Ramírez Suárez • Esteban Higuita Estrada | Sky Rompiendo         | 2:49     |  |
| 3.    | «Malibú» (junto a Ak4:20 y Taiko)           | Salomón Villada Hoyos • Nicolas Jañas Galleguillos • Bastián Alejandro Demonte Henriquez | Taiko                 | 2:41     |  |
| 4.    | «California»                                | Salomón Villada Hoyos • Esteban Higuita Estrada | Wain • Carlos Holms   | 2:32     |  |
| 5.    | «Hookia» (junto a Jory Boy)                 | Jory Boy • Salomón Villada Hoyos • Alejandro Ramírez Suárez • Andrés David Restrepo Echavarría • Esteban Higuita Estrada                                                                             | Sky Rompiendo         | 2:52     |  |
| 6.    | «Le pido a dios» (junto a DJ Premier)       | Salomón Villada Hoyos • Chris E. Martin • Esteban Higuita Estrada | DJ Premier • Wain     | 2:46     |  |
| 17:29 |                                             | |                       |          |  |